# Супербет Арена
Супербет Арена (відомий як стадіон «Рапід» («Рапід-Джулешті») до спонсорства) — футбольний стадіон, розташований у районі Джулешті в Бухаресті, Румунія. З моменту відкриття в березні 2022 року він є домом для клубу Ліги I «Рапід Бухарест» і вміщує 14 047 глядачів.

## Історія
Стадіон вартістю 39,5 мільйонів євро був побудований на місці колишнього стадіон Джулешті-Валентина Стенеску. Спортивна споруда відповідає вимогам стадіону 4 категорії УЄФА і пропонує 14 047 місць. Це включає загалом 250 місць для людей на інвалідних візках та їхніх супроводжуючих. Він обладнаний підігрівом газону та системою поливу та дренажу поля. Крім футболу, заплановані матчі з регбі. Новий стадіон має невеликий готель для розміщення гравців та офісні приміщення, а також пропонує умови для різноманітних інших видів спорту, таких як важка атлетика, бокс, боротьба, дзюдо, карате, теніс, волейбол, баскетбол і легка атлетика. Також є комерційні магазини, ресторани та клубний музей.
Тут проходив фінал Кубка Румунії 2022.
З листопада 2022 року права на найменування були продані Superbet на наступні п'ять років.

## Міжнародні матчі
| Дата           | Турнір               |         |            | Результат | Відвідуваність |
| -------------- | -------------------- | ------- | ---------- | --------- | -------------- |
| 11 червня 2022 | Ліга націй УЄФА 2022 | Румунія | Фінляндія  | 1 — 0     | 11 503         |
| 14 червня 2022 | Ліга націй УЄФА 2022 | Румунія | Чорногорія | 0 — 3     | 13 000         |

## Галерея

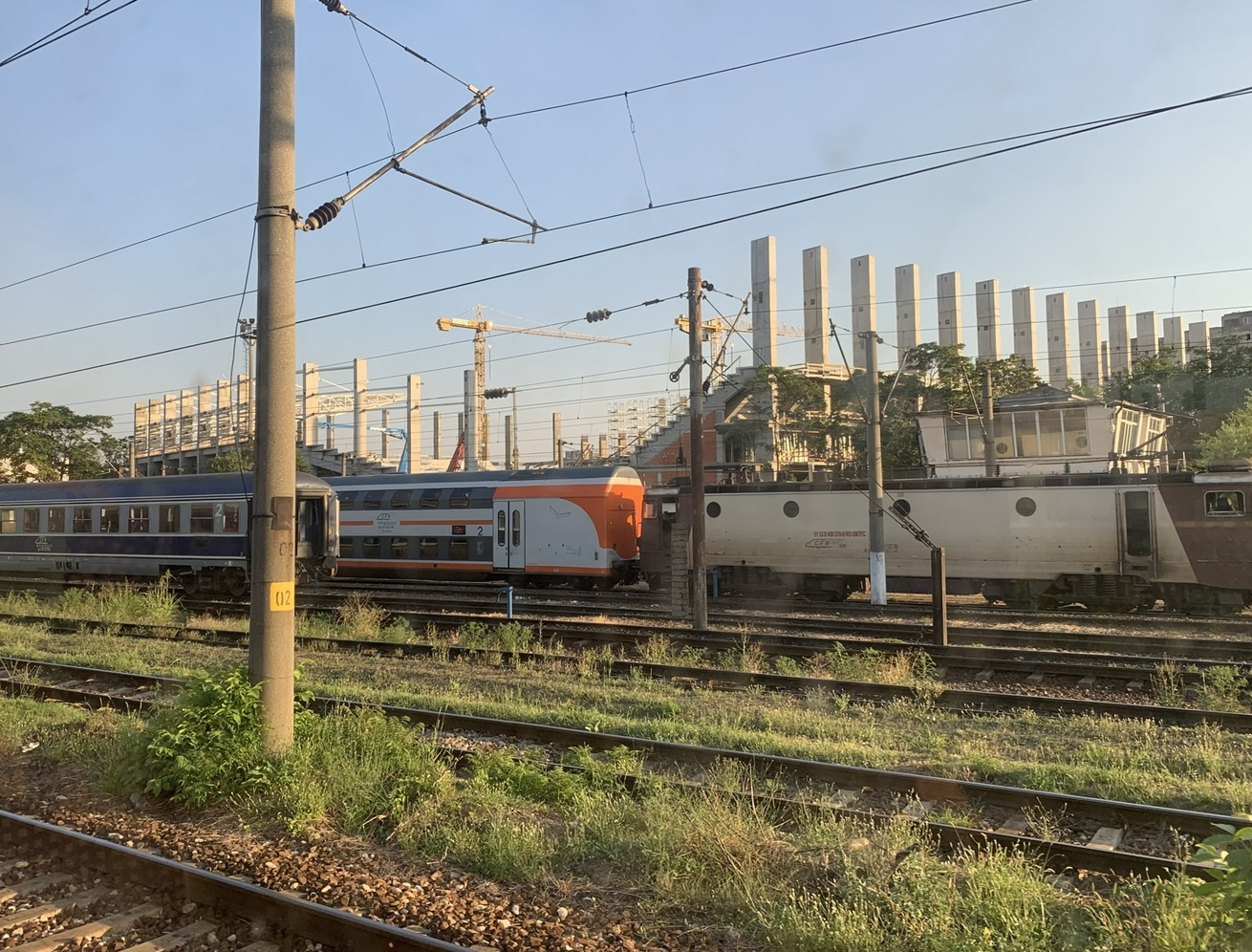
Хід будівництва, липень 2020 року
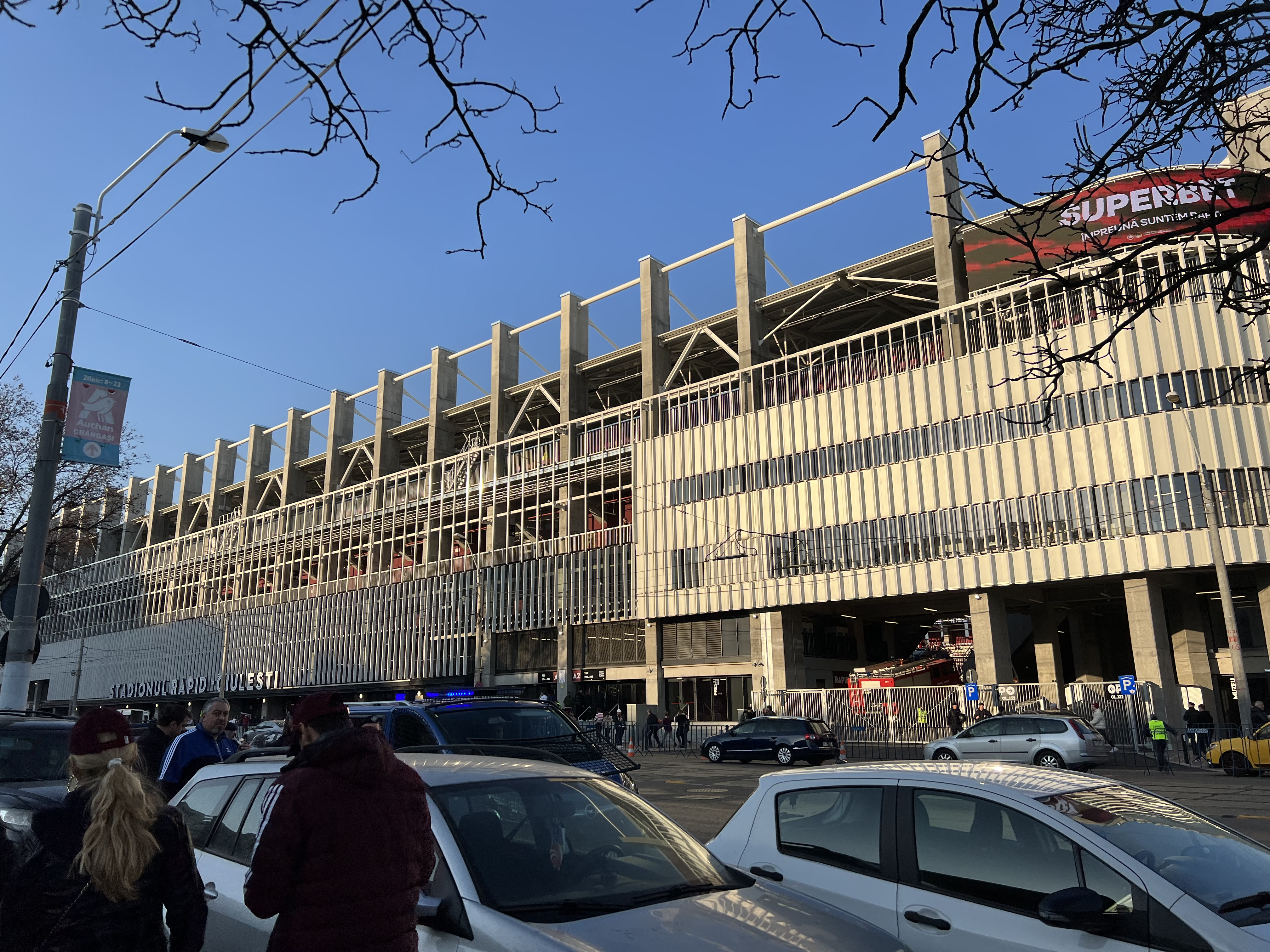
Вхід на стадіон
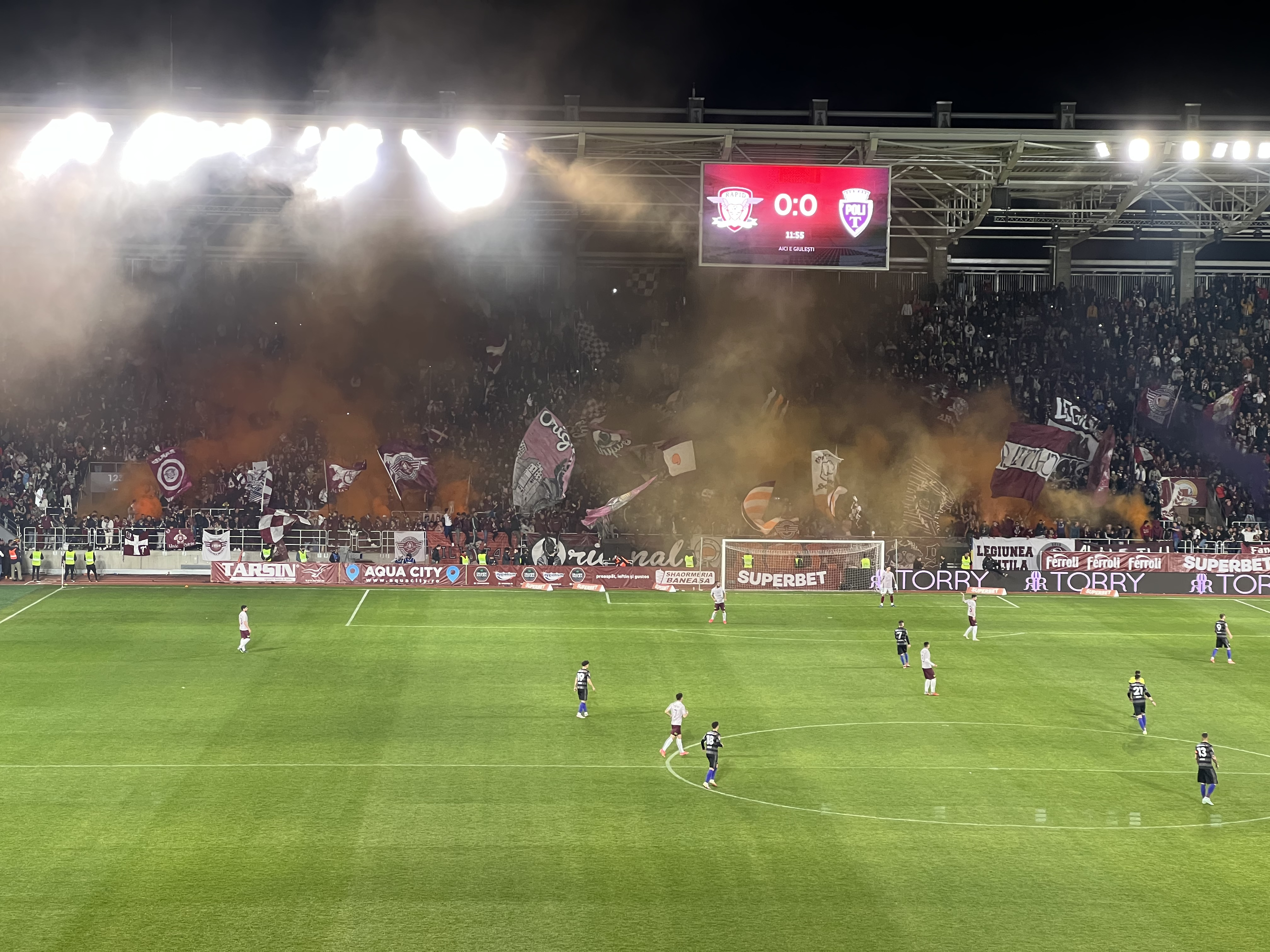
Стадіон під час домашнього відкриття
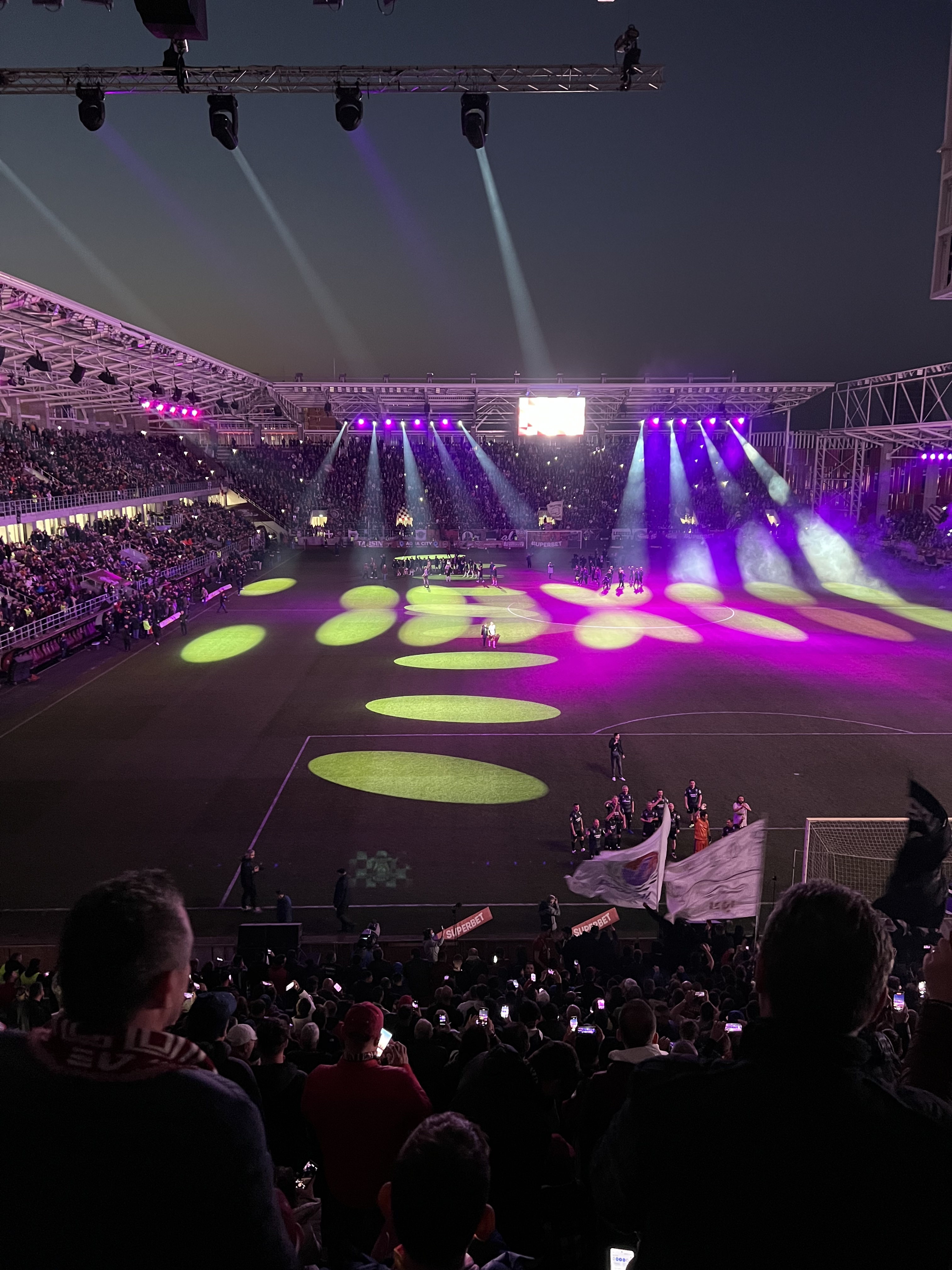
Церемонії відкриття